# Dario Bottaro
Dario Bottaro (Cartura, 5 novembre 1966) è un ex ciclista su strada italiano, professionista dal 1990 al 1997. Si classificò terzo al Giro delle Fiandre 1993.

## Palmarès

### Strada
- 1987 (dilettanti)

Giro del Medio Brenta
- 1989 (dilettanti)

Trofeo Città di San Vendemiano
Gran Premio Ezio Del Rosso
- 1992 (Mercatone Uno, una vittoria)

8ª tappa Grand Prix Tell
- 1994 (Gewiss, una vittoria)

3ª tappa, 2ª semitappa Giro dei Paesi Bassi (Haaksbergen, cronometro)

### Altri successi
- 1995 (Gewiss)

3ª tappa Tour de France (Mayenne > Alençon,  cronosquadre)

## Piazzamenti

### Grandi Giri
- Giro d'Italia

1990: ritirato
1991: 119º
1993: 75º
1997: 99º
- Tour de France

1994: 107º
1995: 79º
1996: 117º
- Vuelta a España

1992: 126º
1996: ritirato

### Classiche monumento
- Milano-Sanremo

1990: 110º
1991: 81º
1992: 204º
1993: 161º
1996: 145º
1997: 92º
- Giro delle Fiandre

1992: 107º
1993: 3º
1994: 34º
1996: 73º
- Parigi-Roubaix

1994: 12º